# نورث ستونينغتون (كونيتيكت)
نورث ستونينغتون (بالإنجليزية: North Stonington, Connecticut)‏ هي بلدة أمريكية تقع في الولايات المتحدة في كونيتيكت. يقدر عدد سكانها بـ 5,297 نسمة ومساحتها 142.4 كم2 وترتفع عن سطح البحر 117 متر.